# 集団検診
集団検診（しゅうだんけんしん、集団健診とも表記）とは企業を含む事業体や、学校、地方公共団体などが、その構成員に対してまとまった人数で一度に行う健康診断のこと。健康診断を行うために必要なX線撮影装置などの機材を搭載した検診専用の自動車とともに受診対象の団体の事務所等に出向いて行うものを専ら集団検診と称する。定期的に検診専用車を各地に配置し検診することを巡回検診と称し、内容も集団検診とほぼ同じ形態であるため、この項で説明する。
検診の内容に関しては健康診断を参照。

## 概要
日本の検診制度は、乳幼児から学生の期間については母子保健法、学校保健安全法（11条～18条）、健康増進法に基づき実施。学校を卒業後は職場や加齢の状況に応じて健康保険法、国民健康保険法、労働安全衛生法（第66条）、高齢者医療確保法、健康増進法等に基づき実施される。これらの検診は、時期や規模に応じて集団検診として行われる。
日本で一般的にみられる集団検診は、国民病とまで呼ばれた結核対策、戦時体制を支える一環として独自に発達したため、
アメリカ合衆国など他国ではあまり見られないもの（人間ドックなどの個別検診が主流）となっている。

## 歴史
日本では1937年（昭和12年）、日中戦争の勃発に伴い戦時体制に移行すると、国防を目的に結核死亡率や乳児死亡率等の課題を解消して人口増加、健康増進が求められるようになった。このことを背景に1940年（昭和15年）、体力向上と結核予防を目標とした国民体力法が施行。満17歳以上満19歳以下の男子を対象とした体力検査、結核に関する集団検診が行われるようになった。第二次世界大戦後、国民体力法は廃止されたが、検診は各法に基づき対象者を広げて学校や職場で集団による検診が行われるようになった。

## 検診で施行される検査
集団検診は、本来その集団に発症しやすい疾病とその有病率、発見した場合の改善率、検診費用など、メリットとデメリットを勘案して行われるべきだが、実際には行政指導に従い画一的に行われることが多い。下記のものがすべて行われるとは限らない。
- 問診・診察
- 視力検査・聴力検査
- 心電図
- 胸部X線写真撮影(しばしば間接撮影が行われる。)
- 上部消化管X線検査(その場で放射線技師による目視と、後日標準撮影フィルムの読影が行われる。)
- 検尿
- 血球算定・血液生化学検査